# Robbie Winters
Robbie Winters (né le 4 novembre 1974 à East Kilbride, South Lanarkshire, Écosse) est un joueur de football international écossais, jouant actuellement pour le club islandais d'UMF Grindavík.

## Carrière en club
Sa carrière de joueur a principalement été marquée par son passage dans trois clubs écossais (Dundee United où il a débuté, Aberdeen où il connut ses plus fastes années et Livingston FC) mais aussi par six années dans le championnat de Norvège au Brann Bergen, étant un des rares joueurs écossais expatriés. Son attrait pour les pays scandinaves s'est confirmé lors de son engagement pour le club islandais d'UMF Grindavík (où il retrouve deux autres joueurs écossais, Paul McShane et Scott Ramsay) et avec lequel il joue le championnat d'Islande.

## Carrière internationale
Durant sa carrière, il connaît une seule sélection avec l'Écosse, lors de la victoire historique 1-0 des Écossais contre l'Allemagne en Allemagne, le 28 avril 1999. Lors de ce match, commencé comme remplaçant, il est entré sur le terrain à la 72e minute à la place de Ian Durrant, jouant donc en tout et pour tout 18 minutes en sélection nationale.

### Détail des sélections
| Sélection | Date          | Lieu                           | Compétition  | Résultat | Adversaire | Statut                     | Maillot n° |
| --------- | ------------- | ------------------------------ | ------------ | -------- | ---------- | -------------------------- | ---------- |
| 1re       | 28 avril 1999 | Weserstadion, Brême, Allemagne | Match amical | V 1-0    | Allemagne  | remplace Ian Durrant (72e) | 18         |

## Palmarès
- avec Brann Bergen :
  - Coupe de Norvège : 1 (2004)
  - Champion de Norvège : 1 (2007)

- avec Livingston :
  - Champion de division 4 écossaise : 1 (2009-2010)
  - Champion de division 3 écossaise : 1 (2010-2011)

- à titre individuel :
  - Jeune joueur de l'année en Écosse : 1 (1996-1997)

De plus, Robbie Winters a été finaliste de la Scottish Challenge Cup (1995-1996), de la Coupe de la Ligue écossaise (1997-1998), avec Dundee United, de nouveau de la Coupe de la Ligue écossaise (1999-2000) et de la Coupe d'Écosse, avec Aberdeen. 